# Бази Нест
Бази Нест (фр. Bazus-Neste) насеље је и општина у јужној Француској у региону Миди Пирене, у департману Горњи Пиринеји која припада префектури Бањер де Бигор.
По подацима из 2011. године у општини је живело 50 становника, а густина насељености је износила 20,08 становника/km². Општина се простире на површини од 2,49 km². Налази се на средњој надморској висини од 600 метара (максималној 1.138 m, а минималној 556 m).

## Демографија
| 1962. | 1968. | 1975. | 1982. | 1990. | 1999. | 2011. |
| ----- | ----- | ----- | ----- | ----- | ----- | ----- |
| 39    | 56    | 64    | 46    | 53    | 45    | 50    |

График промене броја становника у току последњих година